# دورين سيوكا
دورين نامبيي سيوكا (من مواليد 1960) سياسية ناميبية. وهي عضوة في جمعية ناميبيا الوطنية منذ 1994 عن المنظمة الشعبية لجنوب غرب إفريقيا (سوابو) وعضوة في مجلس الوزراء منذ 2005.

## حياتها المبكرة والمنفى
ولدت سيوكا في 18 سبتمبر 1960 في قرية كاشيه في إقليم زامبيزي وذهبت إلى المدرسة الإبتدائية في قريتها الأصلية. عندما بلغت الخامسة عشرة، ذهبت إلى المنفى في زامبيا، بسبب الصراع المستمر في جنوب غرب إفريقيا بين الجيش بقيادة نظام الفصل العنصري ومقاتلي الحرية الناميبيين.
عندما أُصيبّت في غارة شنتها قوات الدفاع الجنوب أفريقية على أوشاتوتوا في 1976، قررت الانضمام إلى جيش التحرير الشعبي الناميبي، حيث شاركت خلالها في الهجمات على كاتيما موليلو في عامي 1977 و1978 باعتبارها واحدة من ثلاث متمردات فقط.
بعد هجوم 1978 عملت لصالح إذاعة صوت ناميبيا، محطة سوابو الإذاعية في المنفى وواصلت تعليمها. حصلت على شهادة في الصحافة والمعلومات المكتبية في ندولا وأكملت دراستها الثانوية في مدرسة روزفلت الثانوية للبنات في فريتاون، سيراليون. ثم عملت سيوكا كمدرس في مركز ناميبيا للصحة والتعليم في كوانزا سول، أنغولا، حتى فترة وجيزة قبل استقلال ناميبيا.

## مسيرتها السياسية
بعد استقلال ناميبيا في 1989، شَغَلَت سيوكا عدة مناصب سياسية في مجلس نساء سوابو. حيث اُنتُخبَت لعضوية البرلمان في 1994 ولجنة سوابو المركزية في 1997. وفي 2005، اُنتُخبَت سيوكا نائباً لرئيس الجمعية الوطنية الرابعة.
بعد الانتخابات العامة لعام 2009، عُينّت سيوكا وزيرة للمساواة بين الجنسين ورعاية الطفل وفي تعديل وزاري في ديسمبر 2012، عقب مؤتمر سوابو الخامس، تغيرت حقيبتها كوزيرة إلى وزارة العمل والرعاية الاجتماعية، لتحل محل إيمانويل نغاتجيزيكو.
عندما أصبح هاكه كينكوب رئيساً في 2015، أُعيدت سيوكا إلى منصب وزيرة المساواة بين الجنسين ورعاية الطفل. احتفظت بالمنصب بعد أن عين جينغوب حكومته خلال فترة ولاية ثانية.
في 2020، طالب متظاهرو «أوقفوا كل شئ» باستقالتها بعد أن زعموا أنها لا تستطيع حل مسألة العنف الجنساني في ناميبيا.

## حياتها الخاصة
دورين سيوكا متزوجة ولديها ثلاثة أطفال. إلى جانب الشهادات التي حصلت عليها خلال فترة وجودها في المنفى، أكملت أيضاً دورتين دراسيتين بالمراسلة وحصلت على دبلوم عالي وشهادة في الدفاع والأمن من كلية كامبردج التعليمية ودبلوم في إدارة الأعمال من كلية الإدارة بجنوب إفريقيا (مانكوسا).